# Thịt đông

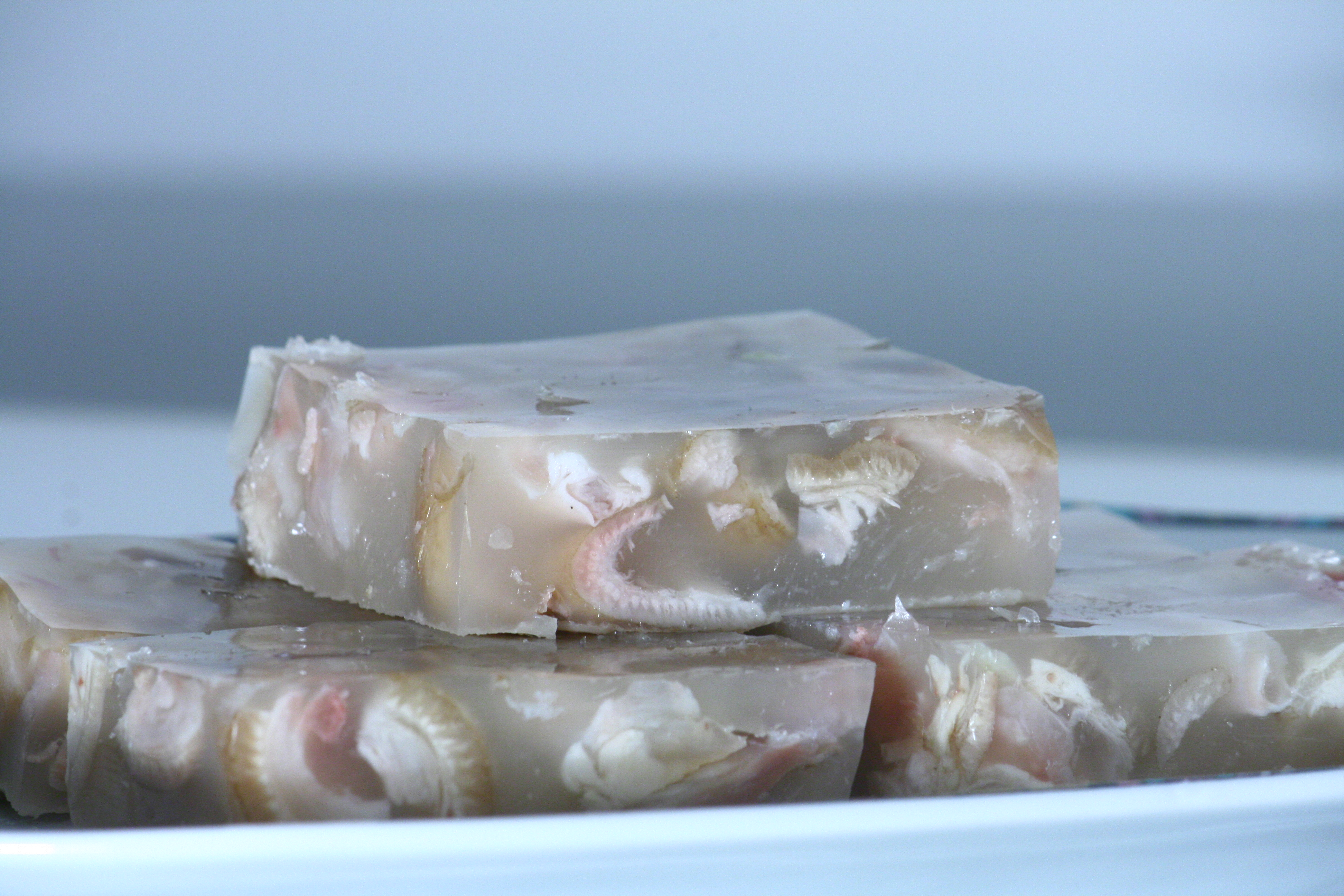
Thịt đông

Thịt đông là một món ăn quen thuộc, đặc trưng của miền Bắc Việt Nam trong những ngày mùa đông. Thịt đông có nguyên liệu chủ yếu là thịt lợn, nhưng chủ yếu người ta dùng thịt chân giò, các gia vị cần chú ý là mộc nhĩ và hạt tiêu ngoài ra còn có bì lợn (da heo), và có thể có sương đông (rau câu). Đây là món ăn nguội, lạnh, ăn với cơm nóng, khi ăn sẽ có cảm giác mát ở đầu lưỡi.
Da heo có ảnh hưởng đến mức độ dai của sương đông. Tùy theo khẩu vị mà cho lượng da heo vào thịt. Phần keo phải trong, không vữa ra ở nhiệt độ thường. Độ dai của phần keo tùy thuộc vào lượng bì cho vào ninh, càng cho nhiều da thì món thịt đông càng dễ đông, keo chắc.
Khi ăn người chế biến sẽ úp ngược khuôn vào đĩa, lớp rau câu phía dưới khuôn sẽ trở thành bề mặt. Thịt đông dùng lạnh sẽ ngon hơn. Thịt đông có thể ăn chung với dưa muối chua. Thịt đông có màu hơi hồng, miếng thịt mềm, béo, có mùi thơm đặc trưng của thịt, hồ tiêu, mộc nhĩ giòn, thêm vị man mát của rau câu (sương đông).